# 即使離別
《即使離別》（日语：／羅馬拼音：Itsuka Hanareruhi Ga Kitemo），日本男歌手平井堅的第29張單曲。2008年4月23日發行。

## 概要
- 平井堅第七張專輯《FAKIN' POP》再發單曲。
- 收錄電影《記住那片天空》主題歌。
- 僅日本有發行。

## 收錄曲目
1. 即使離別
  - 作詞、作曲：平井堅／編曲：武部聰志
2. 即使離別(less vocal)

## 外部連結
- Sony Music的作品介紹
  - 通常盤 （页面存档备份，存于）